# Chincheros
Chincheros è una città del Perù di circa 15 000 abitanti, capoluogo dell'omonima provincia. Abitato di origine inca, sorge a circa trenta chilometri a nord di Cusco. Un tempo passaggio obbligato sulla strada per Machu Picchu, oggi è un centro prevalentemente agricolo.